# Saint-Martin-Choquel
Saint-Martin-Choquel è un comune francese di 478 abitanti situato nel dipartimento del Passo di Calais nella regione dell'Alta Francia.

## Società

### Evoluzione demografica
Abitanti censiti